# Percy Gibson
Jorge Antonio Percy Gibson Möller (Arequipa, Perú, 13 de abril de 1885-Bielefeld, Alemania, 5 de septiembre de 1960) fue un poeta peruano, que cultivó el género eglógico y humorístico. Gibson fue uno de los poetas más importantes que tuvo Arequipa en las décadas de 1910 y 1920, época en que en el Perú se vivió una intensa renovación cultural y política, protagonizada por gente de la talla de Abraham Valdelomar, José Carlos Mariátegui, Víctor Raúl Haya de la Torre, entre otros. 

## Biografía
Bautizado con el nombre de José Antonio Percy, fue hijo de Enrique W. Gibson Bernaldo de Estremadoyro y Doris Möller Sojo-Vallejo. Pertenecía a familias de ascendencia germana y británica, de situación acomodada. Fue bautizado en la Parroquia el Sagrario de la Catedral de Arequipa. Sus estudios escolares los cursó en el Colegio Nacional de la Independencia Americana de su ciudad natal. 
No siguió estudios superiores. Fue un autodidacto. Cultivó su sensibilidad poética según las incitaciones de lecturas y afinidades personales; y promovió la comunicación de los poetas y escritores arequipeños de su tiempo, en el grupo que tomó el nombre de  El Aquelarre, porque solía reunirse a la luz de la luna, grupo que tuvo gran significación en la historia de la poesía de Arequipa.
Se casó con Mercedes Parra del Riego Rodríguez, con quien tuvo siete hijos, entre ellos la periodista Doris Gibson, fundadora de la revista Caretas, y Percy Gibson Parra, escritor. 
Se trasladó a Lima, donde alternó con el grupo Colónida y fue gran amigo de Abraham Valdelomar. «Era, al revés de Valdelomar y More, irónico, sonriente en la expresión; esbelto, rubio, aguileño en lo físico… Fue (un poeta) de temas rituales y populares, y de tono estéticamente popular». (Luis Alberto Sánchez).
En 1912 fue nombrado conservador de la Biblioteca Nacional, entonces bajo la dirección de Manuel González Prada. Regresó luego  a su ciudad natal, donde residió hasta mediados de la década de 1920, retornando entonces a Lima, donde formó parte del jurado, que, presidido por José Carlos Mariátegui, consagró al poeta Enrique Peña Barrenechea (1924). 
En 1929 autorizó una pequeña antología de su obra poética, que fue publicada por la revista Mundial, en Lima.
Años después, emigró a los Estados Unidos y luego se avecindó en México, residiendo en Cuernavaca. Luego recorrió Europa.
Aunque autodidacto, sus obras tuvieron una gran calidad, y aunque sus poemas estaban cargados de ternura, también evidenciaban por medio de la burla, el carácter iconoclasta de su autor. Los temas que desarrolló fueron diversos, cantándole al progreso, a la humorada, a la máquina, y también, influenciado por Manuel González Prada, dando lugar a la protesta.

## Poemas
- 1916. Jornada Heroica
- 1921. Quousque Tandem
- 1926. Coca, Alcohol y Música Incaica
- 1934. Don Pío Baroja, el Canónigo Ostolaza
- 1949. Yo soy (México)

Pero la mayor parte de su obra poética se halla dispersa en revistas y publicaciones eventuales. Una de sus composiciones más difundidas y conocidas es el soneto “El Gallo”.